# Josephinische Säule
Josephinische Säulen sind Steinsäulen, die 1711 in Wien zur Verstärkung der Kellergewölbe unter der Rotenturmstraße aufgestellt wurden.
Grund war der Transport der Pummerin, ursprünglich Josephinische Glocke genannt, vom Rotenturmtor zum Stephansdom. Wegen des enormen Gewichts der Pummerin (18.317 kg ohne Klöppel, Joch und sonstige Armaturen), die von 200 Freiwilligen auf einem eigens gebauten Wagen gezogen wurde, wurden die Gewölbe unter der Straße verstärkt. Die Glocke war von Kaiser Joseph I. in Auftrag gegeben worden, daher die Bezeichnungen Josephinische Glocke und Josephinische Säule.
Eine Josephinische Säule kann im ersten Untergeschoß an der Ecke Ertlgasse 4/Krammergasse 11 besichtigt werden. Es soll nur noch eine weitere Josephinische Säule geben, andere sind Umbauarbeiten zum Opfer gefallen.